# Танев (река)
Танев — река на юго-востоке Польши, правый приток Сана. Длина — 113 км, площадь водосбора — 2339 км². Средний расход воды — 13,1 м³/с.
Танев вытекает из болота на южном Расточье, в Любачувском повяте, где для сохранения истоков реки создан заповедник. Танев течёт на северо-восток, протекает через город Нароль и южную часть лесного массива Сольска Пуща. В нескольких километрах к северу от реки находится летний курортный городок Сусец. В этом районе часть долины покрыта заповедником «За Таневом» для защиты уникальных скальных порогов реки. Здесь же самым высоким естественным водопадом на Расточье (1,5 м) в Танев впадает приток Елень. Затем Танев извивается по южной окраине Сольской пущи на запад, принимая притоки: с юга — Вирова, и с севера — Сопот и Шум, недалеко от туристической деревни Шостаки, известной каякерам. В окрестностях следующего курортного посёлка Харасюки Танев принимает ещё один важный приток — Лада. Затем Танев течёт через южную опушку Яновского леса и впадает в реку Сан в городе Улянув. Устье находится на высоте 154 м над уровнем моря. Долина Танева разделяет Билгорайскую равнину (на севере) с Тарногродским плато (на юге).
Название реки с нетипичным для славянских языков корнем тан, вероятно, восходит к тому времени, когда в этих районах жили готы.
Высота истока — 308 м над уровнем моря. Высота устья — 163 м над уровнем моря.
Предположительно, от этого гидронима образовалось название племени таневцев, упоминаемого в Баварском географе.

## Основные притоки
- правые:
  - Поток Лозинецкий
  - Елень
  - Сопот
  - Шум
  - Лада

- левые:
  - Вирова с Брусенкой
  - Любеня
  - Злота Нитка
  - Лязовна
  - Боровина

## Галерея

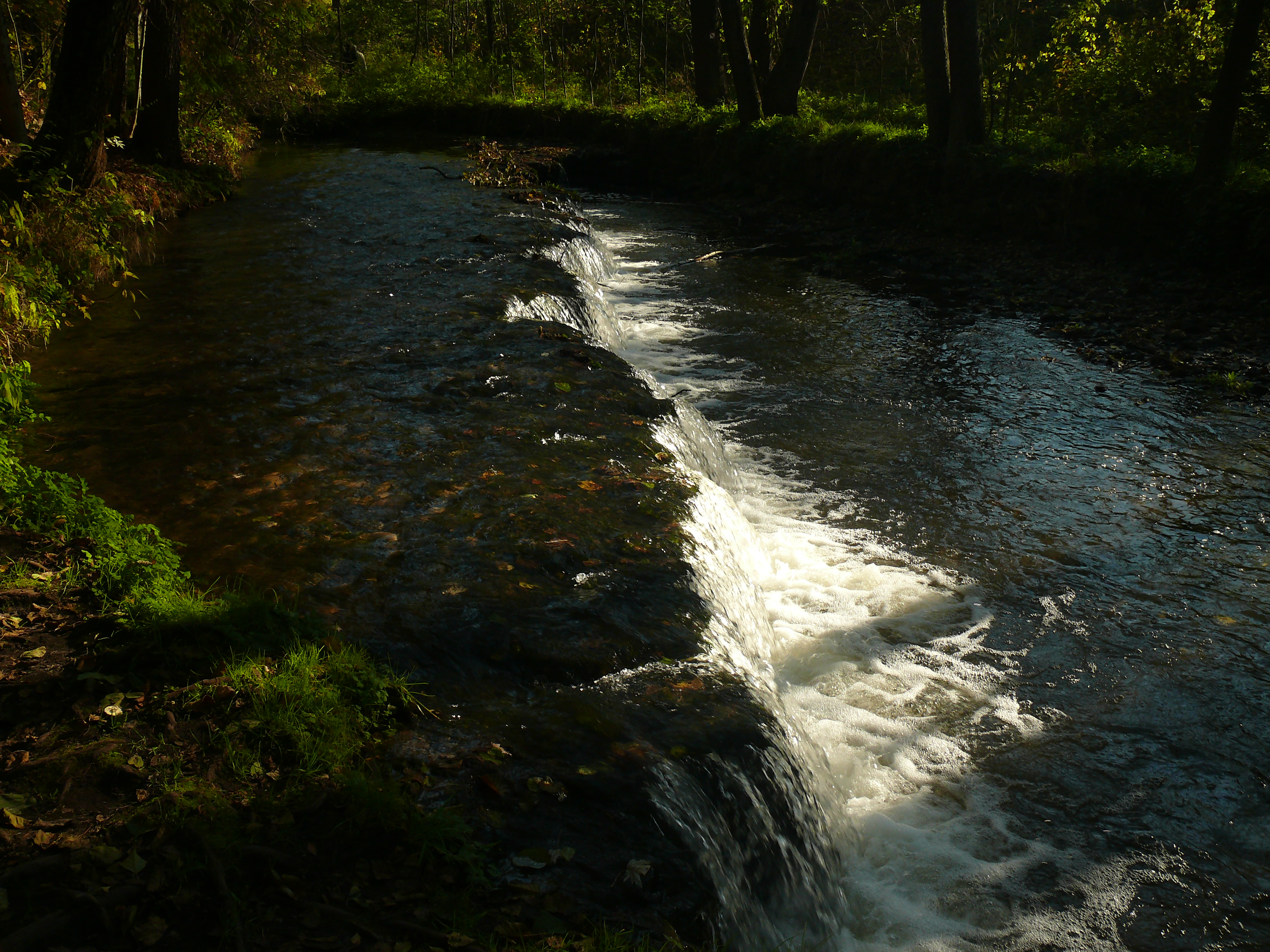
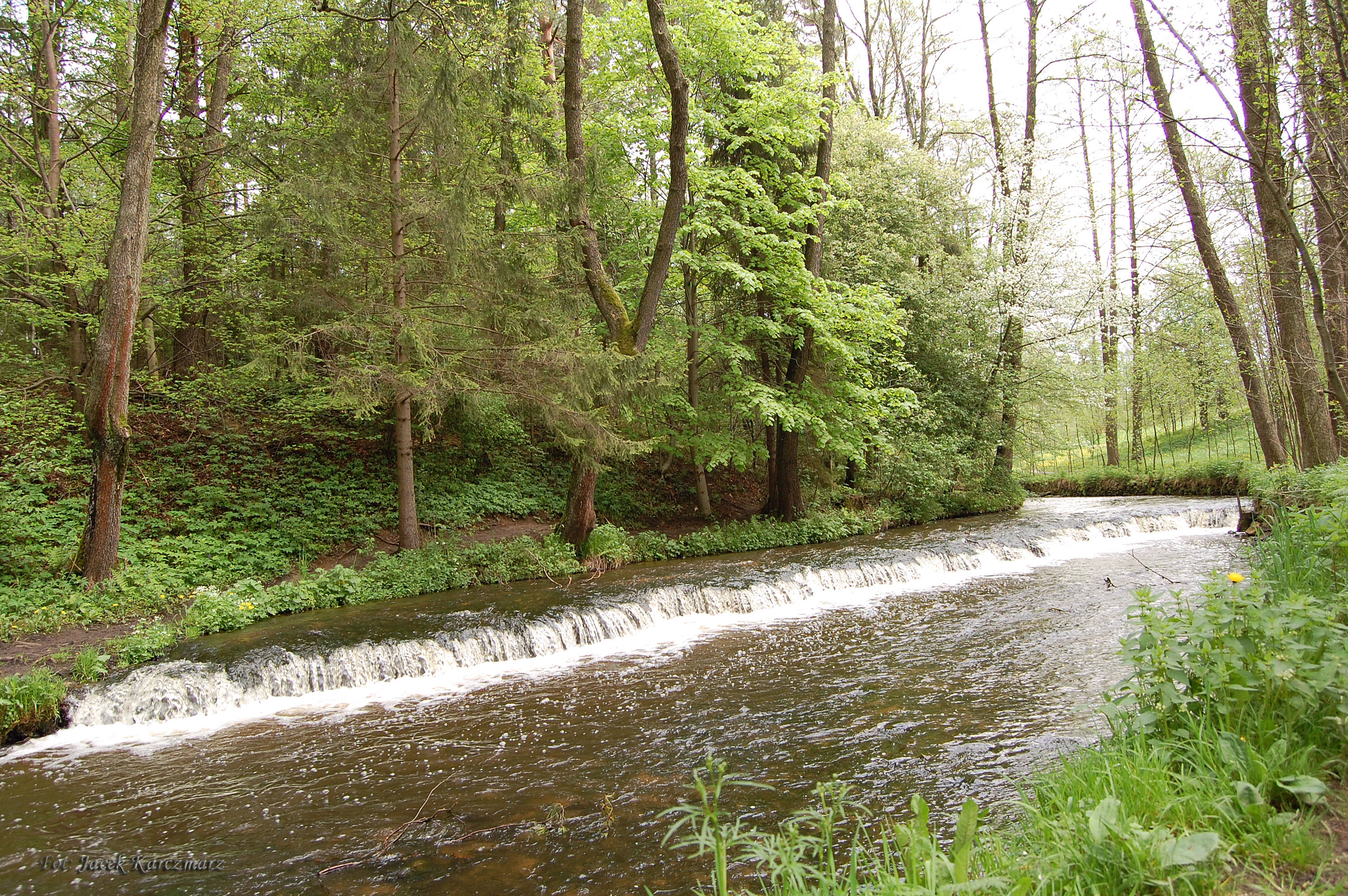
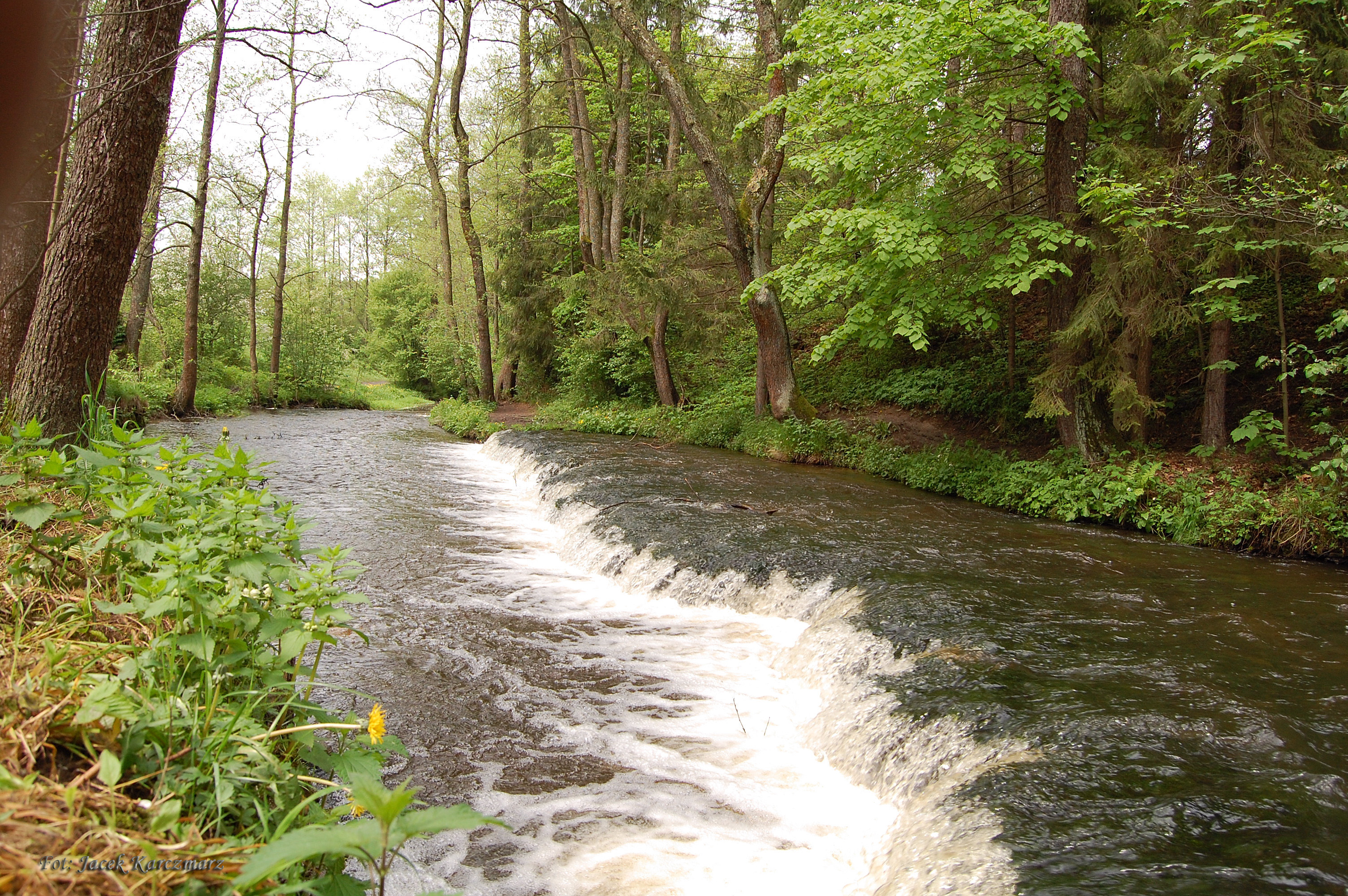
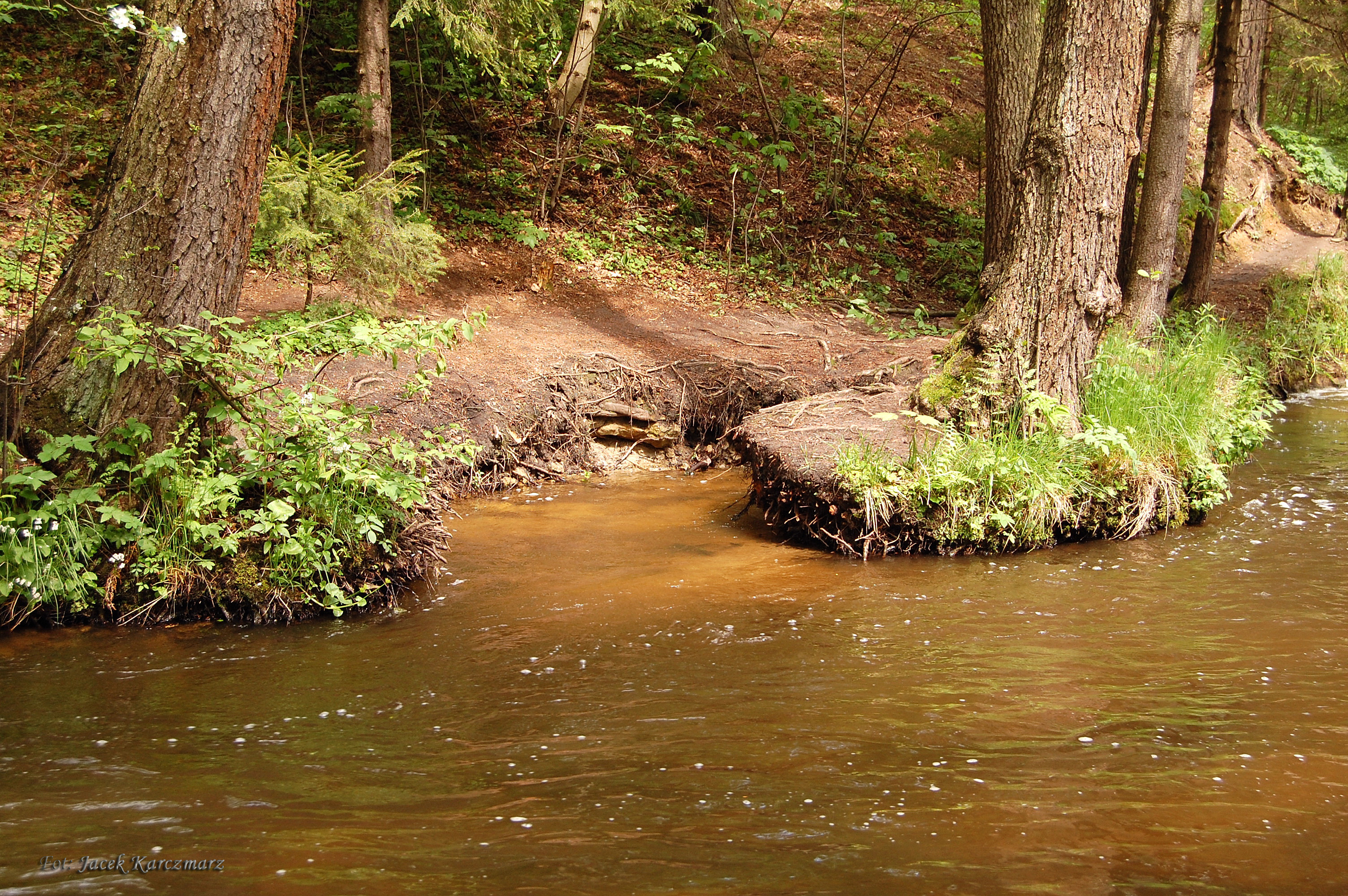
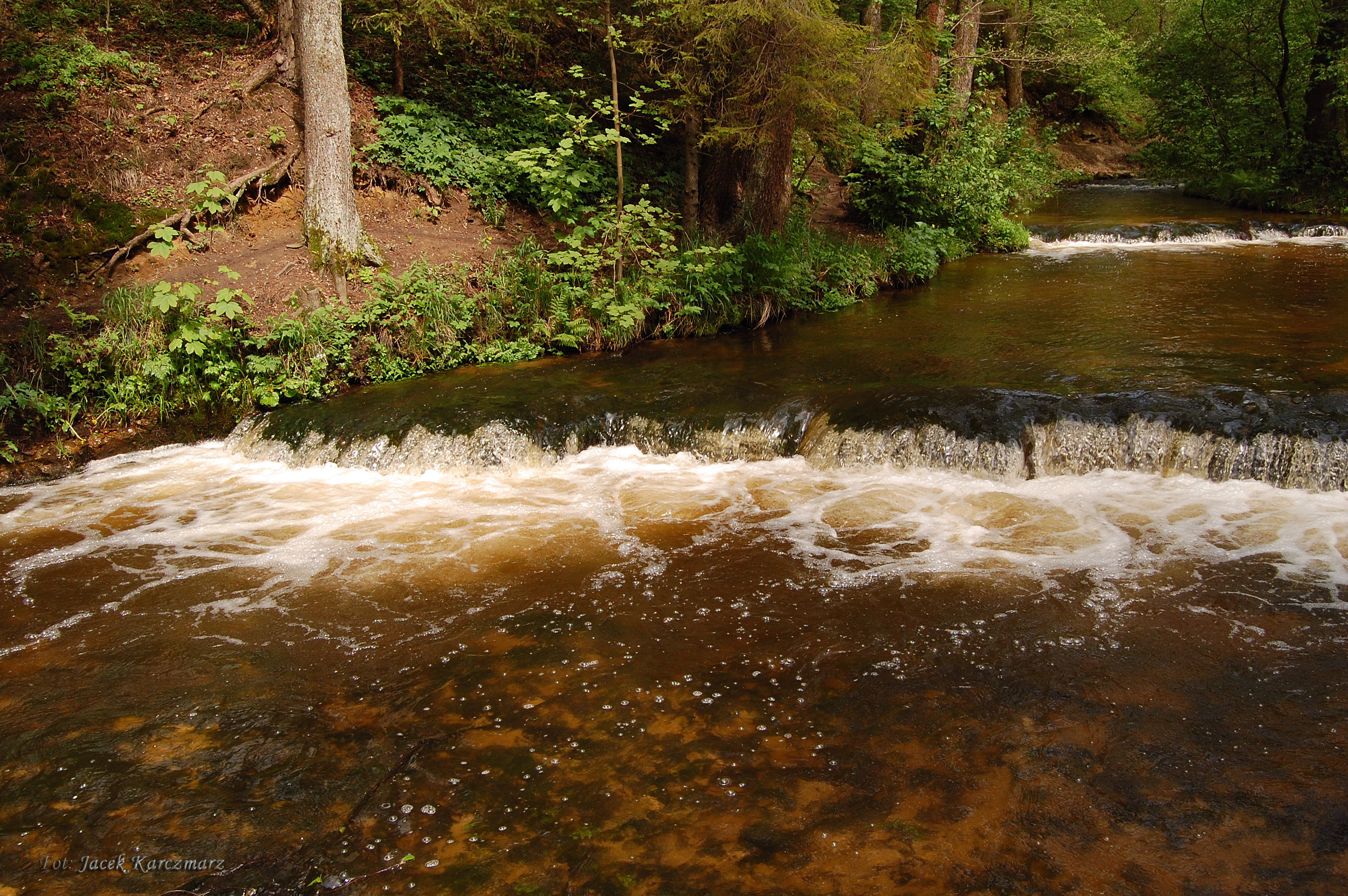
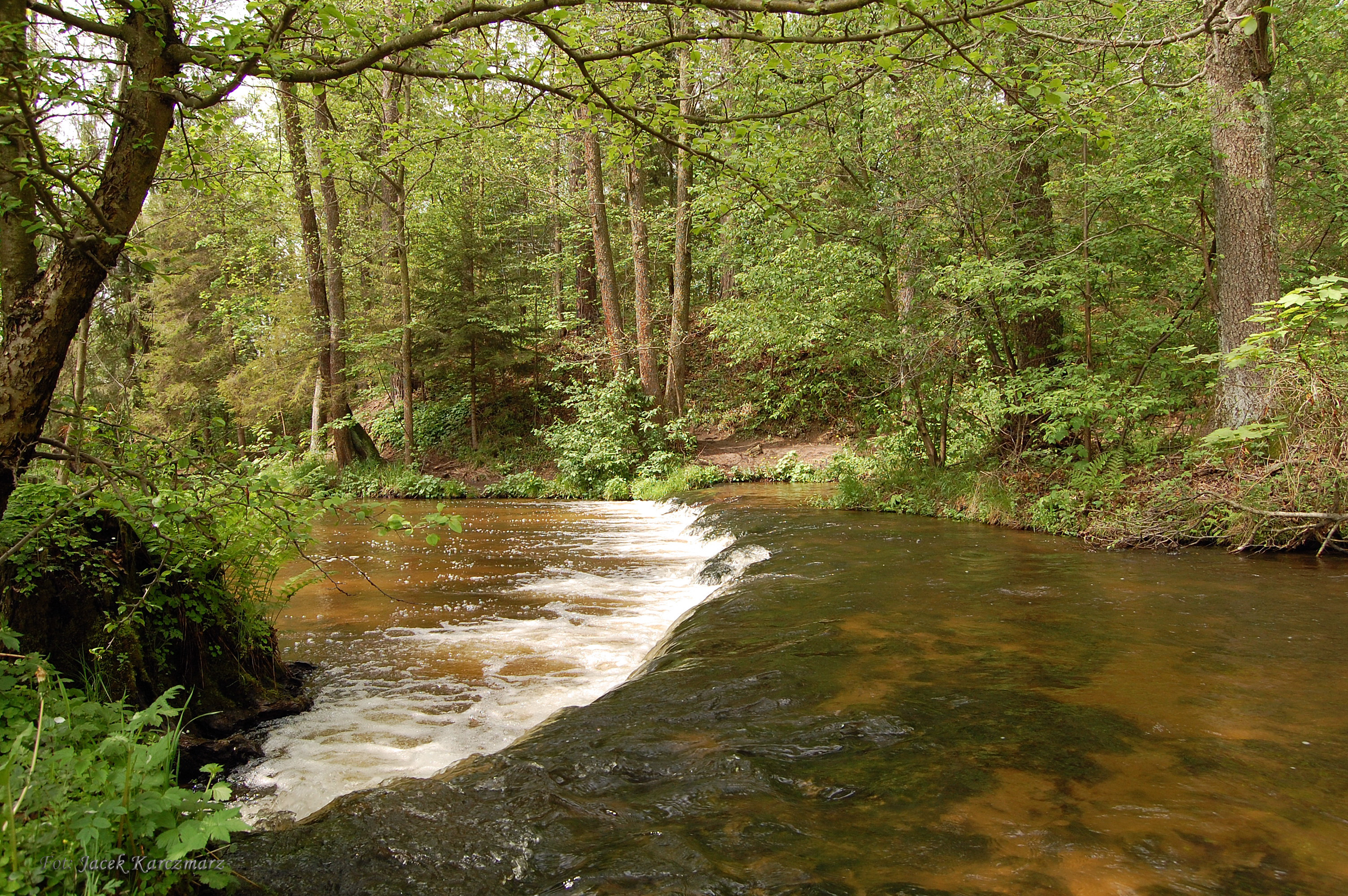
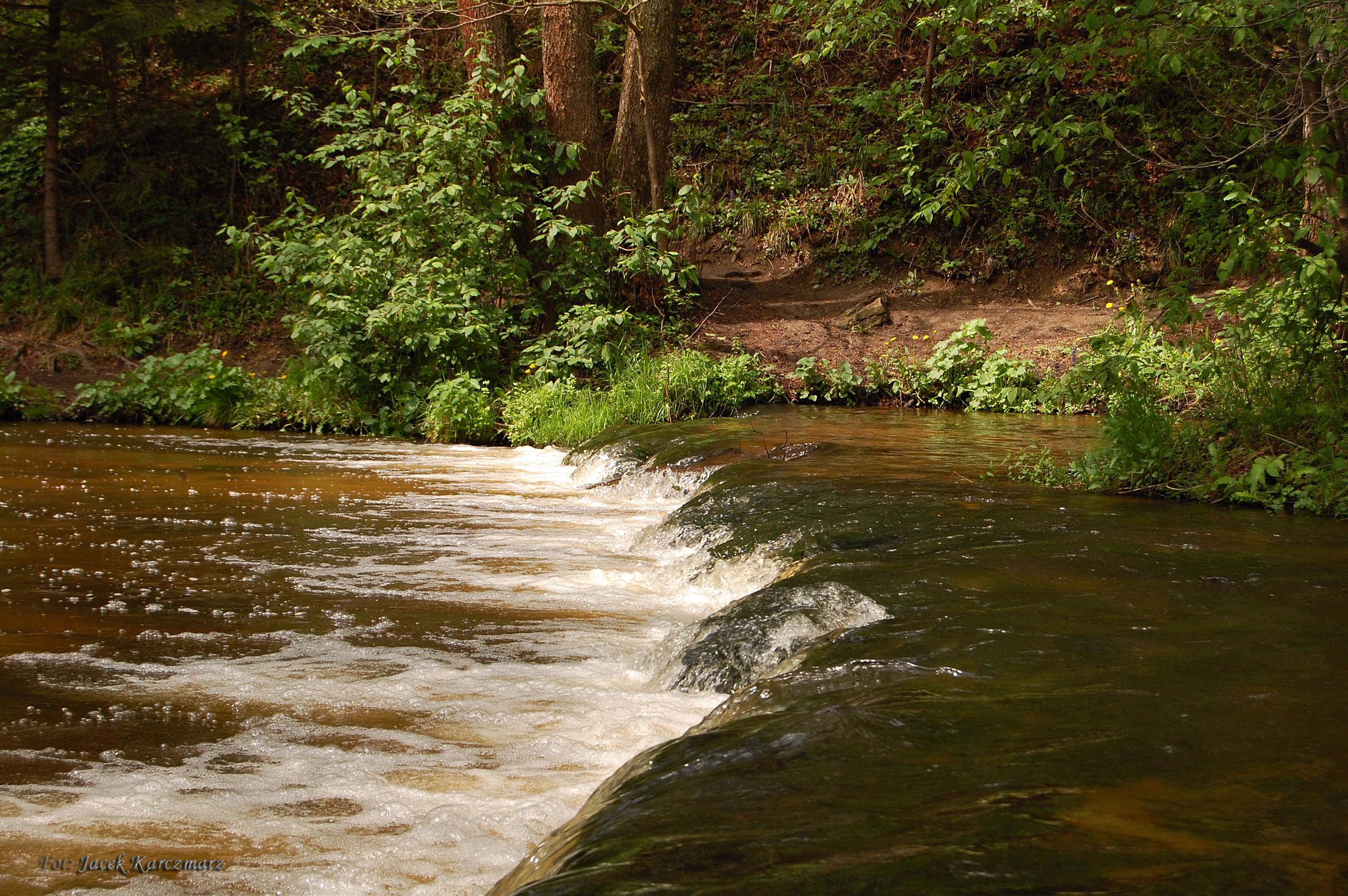
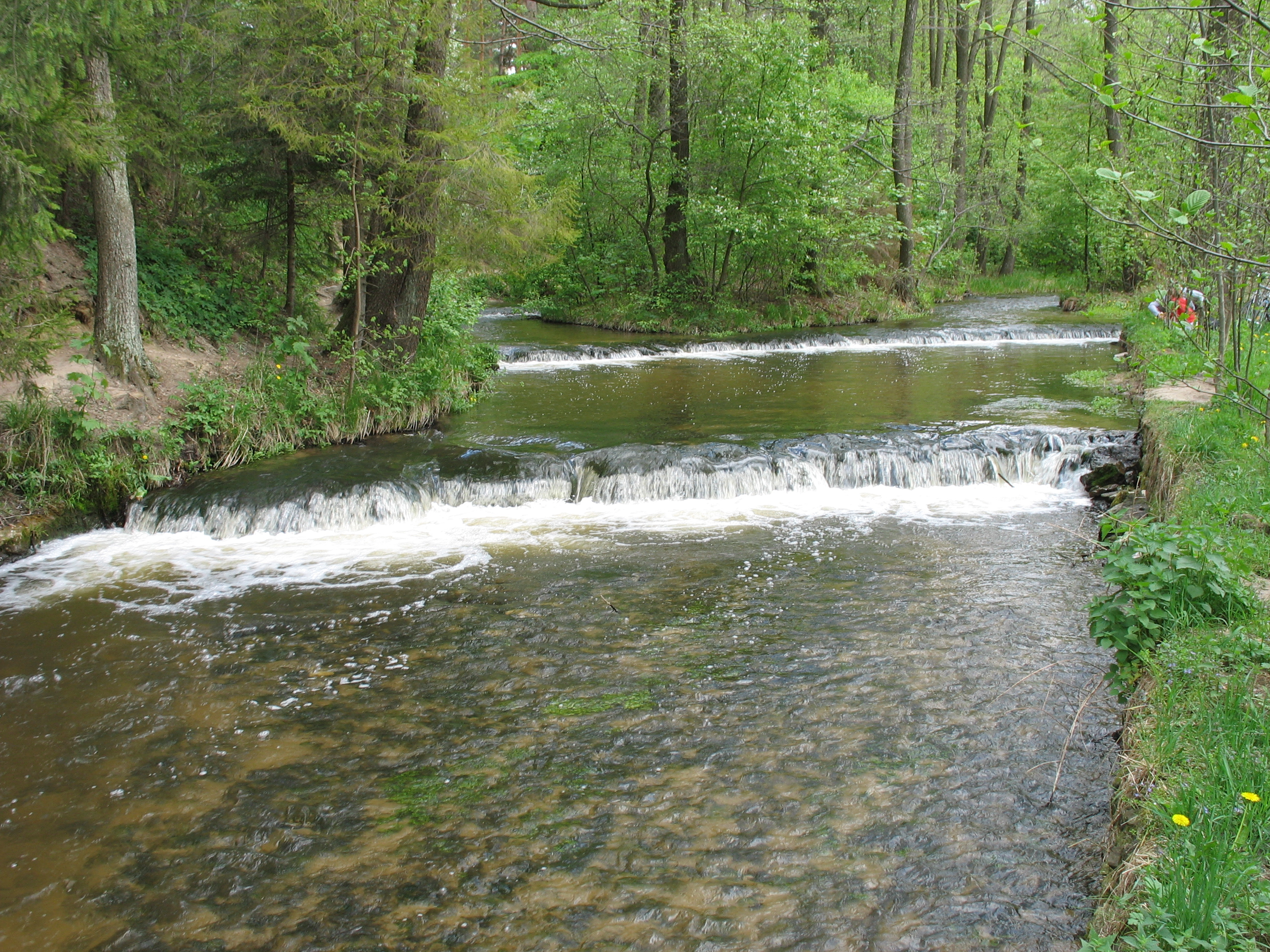
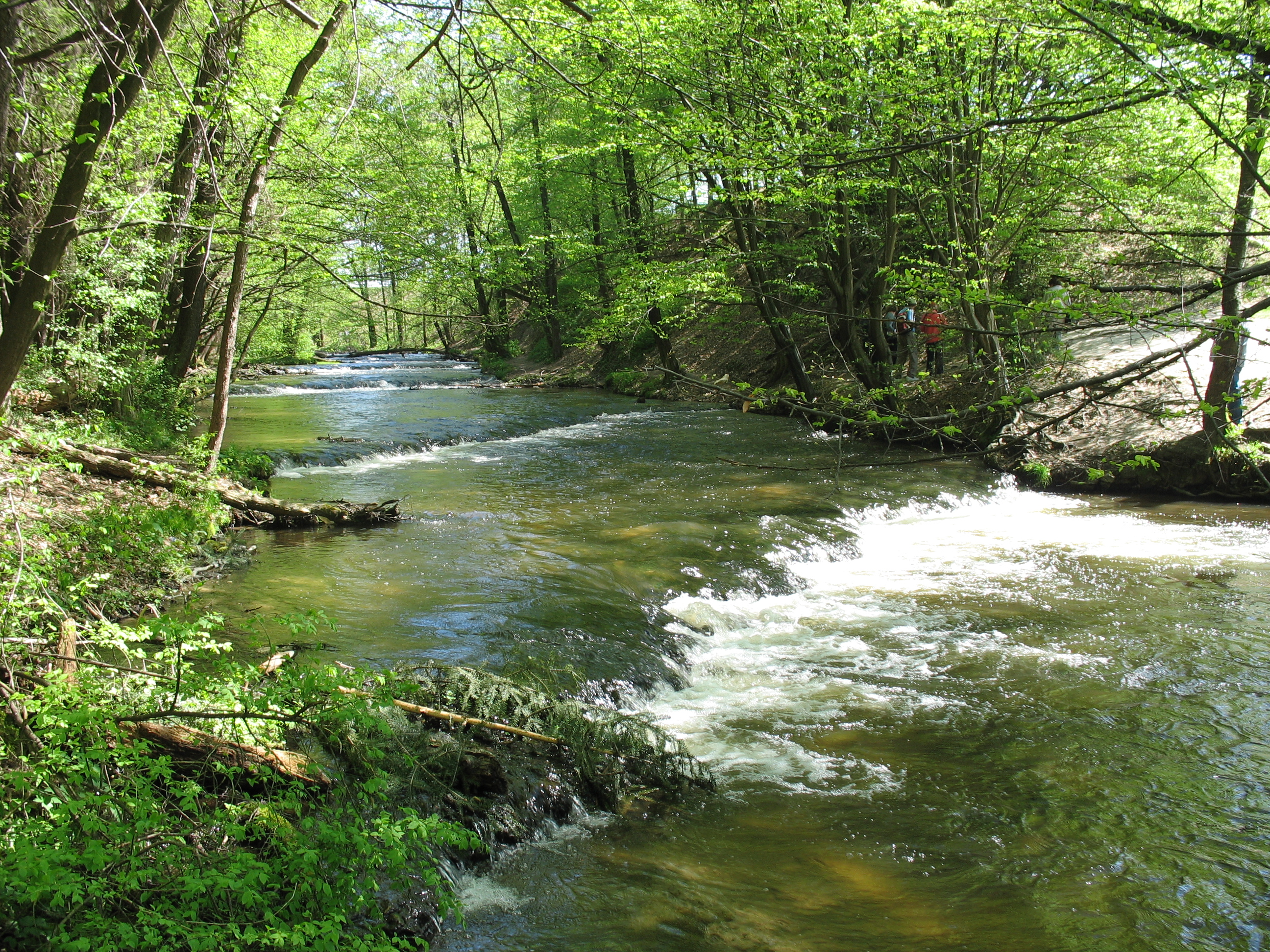
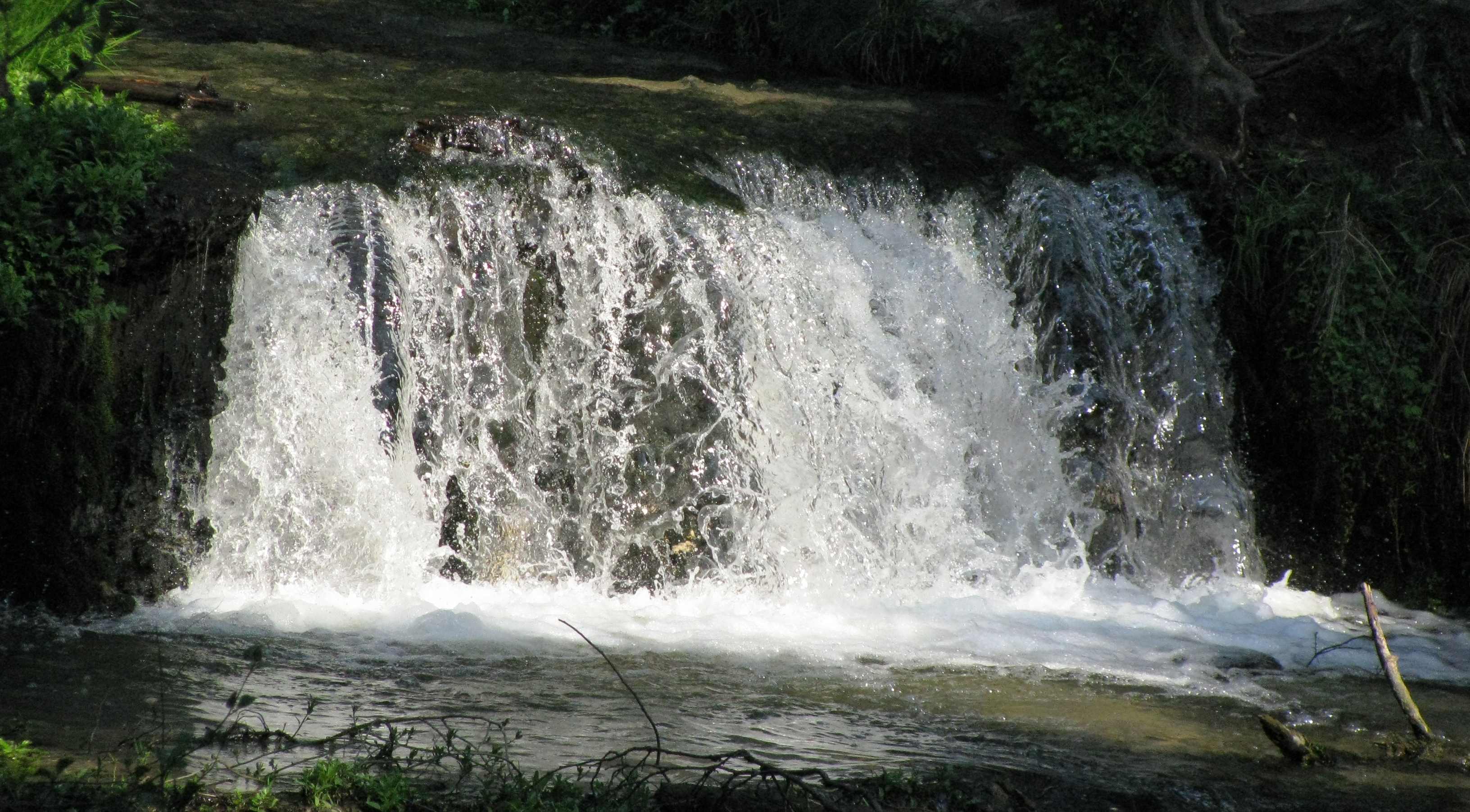
Водопад на Елени